# Amy Holland
Pour les articles homonymes, voir Holland.
Amy Holland est le nom de scène d'Amy Celeste Boersma, une chanteuse américaine née le 15 août 1953 à Palisades (New York).

## Carrière
Amy Celeste Boersma naît dans une famille de musiciens. Sa mère est la chanteuse country Esmereldy et son père était le chanteur d'opéra Harry Boersma. Pour son nom de scène, elle choisit le pays d'origine de ses ancêtres, la Hollande, car elle pense que cela ferait un meilleur nom de scène.
Adolescente, Holland déménage à Los Angeles, en Californie, dans l'espoir de faire carrière comme auteure-compositrice-interprète. À 15 ans, elle auditionne pour Brother Records, mais après la fermeture de la société, elle signe avec Capitol Records.
Le premier album studio éponyme de Holland, produit par l'ancien chanteur des Doobie Brothers, Michael McDonald, sort en 1980 et comporte How Do I Survive, qui a culminé à la 22e place du classement américain Billboard Hot 100. Son deuxième album studio intitulé On Your Every Word suit en 1983, avec le single Ain't Nothing Like the Real Thing, un duo avec Chris Christian, qui est n°88 du Billboard Hot 100, et 21 du Hot Adult Contemporary Tracks. Cette même année, elle contribue à deux chansons de la bande originale du film Scarface. L'une des chansons, She's on Fire, est présente dans le jeu vidéo Grand Theft Auto III. Holland continue à chanter des chœurs pour les albums de McDonald's, en plus de chanter des chœurs sur des albums d'autres artistes et groupes tels que First Call.
Holland épouse Michael McDonald en 1983. Le couple vit à Santa Barbara, en Californie. Ils ont deux enfants prénommés Dylan et Scarlett.
En 2008, Holland sort son troisième album studio, The Journey to Miracle River, chez Chonin Records. Produit par son ami de longue date Bernie Chiaravalle (chanteur-guitariste pour McDonald depuis 1988), l'album est enregistré à Nashville sur une période de 8 ans. Holland co-écrit 10 des 12 chansons avec Chiaravalle avec d'autres auteurs John Goodwin, Jon Vezner et McDonald. D'autres chansons sont également écrites par Robben Ford et Chazz Frichtel. Cet album marque le retour de Holland dans l'industrie de la musique après plusieurs années d'interruption pour élever une famille et faire face à des problèmes de santé. En 1995, Holland reçoit un diagnostic de cancer et guérit après de nombreuses années de thérapie.
En 2016, elle sort son quatrième album studio, Light On My Path. L'album comprend un duo, Prove That by Me avec Michael McDonald, en plus des voix de chœur de David Pack (Ambrosia), Joseph Williams et David Crosby.

## Discographie
Albums
- Amy Holland (Capitol, 1980)
- On Your Every Word (Capitol, 1983)
- The Journey to Miracle River (Chonin, 2008)
- Light On My Path (Choni, 2016)